# افزاره هیچ
افزارهٔ هیچ (به انگلیسی: Null device) عنوان یک پروندهٔ افزاره‌ای است که همهٔ داده‌هایی که در آن نوشته می‌شود را دور می‌ریزد اما موفقیت‌آمیز بودن عملیات را اعلام می‌کند. در سیستم‌عامل‌های شبه یونیکس این افزاره به صورت /dev/null آدرس‌دهی می‌شود و در سیستم‌عامل DOS آن را با NUL یا NUL: می‌شناسند. معادل آن در ویندوز پاورشل $null است. افزارهٔ هیچ برای پردازش‌هایی که قصد خواندن آن را دارند هیچ داده‌ای برنمی‌گرداند و در نتیجه خروجی به صورت EOF (نشانهٔ پایان پرونده) است.
در بین کاربران متخصص رایانه گاه به افزارهٔ هیچ، سیاه‌چاله نیز گفته می‌شود.